# Antoine Vivenel
Antoine-François Vivenel, né à Compiègne (Oise) le 17 mars 1799, mort à Paris le 19 février 1862, est un entrepreneur-architecte du XIXe siècle, qui a construit de nombreux monuments et maisons de Paris sous la Monarchie de Juillet.

## Biographie
Descendant d'une longue lignée de maîtres-maçons établis à Compiègne depuis le XVIe siècle, le père d'Antoine-François Vivenel a souhaité donner à son fils une formation digne d'un architecte. Après des études au collège de Compiègne, il part à Paris où il suivra les cours de l'École royale gratuite de dessin dans la classe de Jean-Paul Douliot. En plus de ses études Antoine-François Vivenel entre comme commis dans l'entreprise Marcel, sous la direction de l'architecte Duquesney.
Le jeune Vivenel va effectuer plusieurs voyages pour sa formation : il serait allé à Rome, étape incontournable de la formation d'un futur architecte, mais aussi à Nuremberg en Allemagne ainsi qu'à Londres.

### Les premiers chantiers
Idéaliste, Vivenel adhère aux idées fouriéristes et rêve de la construction d'un phalanstère. Une société se crée vers 1827 entre Étienne Bénard et d'autres entrepreneurs ou artisans du bâtiment, dont Louis Puteaux, pour construire des maisons d'ouvriers autour de Paris. Le projet du village des Batignolles séduit Vivenel qui achète un terrain rue Caroline, en vue d'y construire. Mais la faillite du projet de Bénard, le conduit à revendre son terrain sans l'avoir construit (1831).
Plus solide sur le plan financier, la compagnie Saint-Georges, fondée par MM. Dosne, Loignon et Sensier, projette de construire les terrains des jardins Ruggieri, au faubourg Montmartre, après avoir créé une place et des rues nouvelles. Vivenel achète en 1830 les terrains 3 et 5 rue de Vatry. Sur le premier il construit en dix-huit mois une maison de quatre étages avec une aile en retour, qu'il revendra dès 1834 à Charles Comte.
Vivenel, recherchant des travaux d'architecture, sera choisi par Mgr Luscomb, évêque anglican, aumônier de l'ambassade d'Angleterre à Paris, pour construire une église de style néo-gothique, en pierre de taille, au 5 rue d'Aguesseau en face de la résidence de l'ambassadeur anglais, sous la direction de l'architecte Dalstein et avec le concours du sculpteur François Derre. Ce chantier sera terminé en sept mois.

### L'entrepreneur de Visconti
Vivenel est remarqué par l'architecte-voyer Louis Visconti qui est l'auteur de plusieurs projets de monuments pour la ville de Paris. François Regnier, sociétaire de la Comédie-Française, a lancé l'idée d'un monument à Molière. Visconti, pressenti, présente au Conseil de Paris en juin 1839, les plans d'une fontaine monumentale rue de Richelieu. Vivenel sera choisi aussitôt pour construire la fontaine Molière. Le gros œuvre sera réalisé en trois mois, mais il faudra attendre les œuvres des sculpteurs Seurre et Pradier plusieurs années encore, avant l'inauguration du monument le 15 janvier 1844.
En 1843, un autre projet est soumis au Conseil par Visconti pour la fontaine Saint-Sulpice. Cette fois encore l'entrepreneur sera Vivenel qui va construire les fondations et le soubassement de la fontaine dans la même année. Vers 1846, les travaux sont arrêtés pendant une longue période. Les sculptures des quatre grandes statues et des autres décors seront attendues encore deux ans. Malgré les événements politiques de 1848 en France, la fontaine Saint-Sulpice sera enfin inaugurée durant l'été.
La collaboration de Vivenel s'étendait aussi aux projets de Visconti pour des particuliers : Vivenel va construire en 1840-1841, l'hôtel Collot, sur le quai d'Orsay (aujourd'hui quai Anatole-France) et l'hôtel de Pontalba, faubourg Saint-Honoré.
En 1843, Visconti est désigné par le gouvernement pour réaliser sous le dôme de Saint-Louis des Invalides une crypte ouverte qu'il a dessinée pour recevoir le tombeau de l'empereur Napoléon. Cette crypte et la descente qui y conduit seront réalisées rapidement, mais il faudra attendre encore de très longues années pour le cénotaphe en quartzite rouge venu à grands frais de Carélie, les décors en marbres et les sculptures de Pradier et de Simart. Le tombeau ne sera achevé que quelques mois avant la mort de Visconti en 1853, et le cercueil de l'empereur n'y sera transporté qu'en 1861.

### L'hôtel de ville de Paris
Dès 1832, le conseil de département, dont l'administration se sentait à l'étroit dans les locaux de l'hôtel de ville construit au XVIe siècle, avait fait le projet d'un agrandissement de cet hôtel de ville entre la place de Grève, les rues de la Tixéranderie et Lobau, et la Seine. Lorsque le comte de Rambuteau est nommé préfet de la Seine l'année suivante, il va reprendre ce projet et choisir comme architectes Godde et Lesueur, dont les plans seront acceptés par la ville en 1836. En 1837, le chantier est adjugé à Vivenel et la première pierre posée le 20 août 1837.
Vivenel démolit les édifices alentour en rachetant les matériaux récupérés pour ses propres chantiers, puis il dirige les terrassements et construit la maçonnerie et la charpente. Il sous-traite avec diverses entreprises pour le reste des travaux. Dès 1841, le gros œuvre est achevé, mais là encore les finitions et les sculptures dureront jusqu'à la révolution de 1848. En tout, l'entrepreneur Vivenel présentera des mémoires pour 7 700 000 francs.

### Le musée Antoine-Vivenel
Dès son arrivée à Paris, le jeune Vivenel, avide de culture, commence à collectionner des objets d'art qu'il achète dans les ventes, ou que des amis lui offrent. Il a une prédilection pour la céramique grecque, mais il veut une collection complète, éclectique, depuis la préhistoire jusqu'au temps présent.
Dès 1839, il fait le projet de donner et de léguer à sa ville natale Compiègne l'ensemble de ses collections, de ses estampes et de sa bibliothèque à charge d'en faire un musée, avec une école gratuite de dessin pour les jeunes compiégnois. En 1843, une donation officielle sera établie chez son notaire et la ville sera autorisée par le roi à l'accepter. Vivenel va expédier à Compiègne plus d'une centaine de caisses de vases grecs, d'antiquités égyptiennes, grecques ou romaines, de moulages en plâtre, de peintures, dessins et gravures, constituant le fonds primitif du musée de Compiègne, qui deviendra le Musée Antoine-Vivenel.
Pour abriter ses collections et profiter de sa bibliothèque, Vivenel se construit tout en haut de la rue Blanche, à la limite des nouveaux jardins de Tivoli, une maison particulière avec un étage et des combles. Les salons, le cabinet de travail, la bibliothèque, la salle à manger sont décorés de boiseries Renaissance et de meubles anciens. Le jardin ouvre sur le chemin de ronde de la barrière Blanche.
Il a depuis quelques années une liaison amoureuse avec une lointaine cousine, Octavie Cailleaux (1815-1862). Il fera même relier leurs lettres d'amour, pour les inclure dans sa bibliothèque.
Vivenel fait faire son portrait par les artistes du moment : peintures par Charles Landelle et par Dominique Papety, bustes par Jean-Pierre Dantan ou par Jean-Louis Brian, statuette par Dantan ou Flosi…

### Les chantiers privés
Pour couvrir les frais de son train de vie et malgré la charge des chantiers qu'il conduit pour Visconti et pour l'hôtel de ville, Vivenel va construire diverses maisons à Paris (voir la liste des travaux). Depuis 30 ans, son métier consiste à bâtir des maisons et à les revendre. Il réalise ces chantiers avec l'argent qu'il emprunte par l'intermédiaire de la banque de Waru. Ses principaux créanciers Joseph Baudon et le baron de Saint-Albin vont soutenir son activité jusqu'en 1848.
Les immeubles du 3 rue de Vatry, 42 rue Neuve-Vivienne, 3 place Sainte-Opportune, 21 rue Galande, 2 et 4 rue des Anglais, 60 rue de Provence et 37 rue d'Enghien sont aujourd'hui conservés. Le style est presque toujours dépouillé à l'extrême, rez-de-chaussée avec boutiques, quatre à cinq étages carrés et un comble couvert d'ardoises, corniche à denticules, des fenêtres à persiennes et des garde-corps en fonte moulée. Quelquefois, on trouve des ornements discrets en façade, un balcon à l'étage noble, balcon filant pour le dernier.

### L'affaire Cécile et Margantin
Le 7 mars 1846, le charretier Margantin va quitter le chantier de l'hôtel-de-ville avec deux charrettes de moellons et de briques. Le gardien demande où vont ces matériaux et appelle le chef d'atelier de l'entreprise Vivenel, Louis Cécile, qui affirme que, sur ordre de Mr. Vivenel ces matériaux doivent être transportés sur des chantiers de son entreprise rue de Charonne et quai de la Mégisserie.
L'architecte Godde pensant que ces ouvriers détournent des matériaux appartenant à la Ville ou à Vivenel, prévient aussitôt celui-ci, qui le prend très mal et met aussitôt dehors ses deux employés. Pour ne pas aller plus loin, il propose un dédommagement à la Ville.
Mais Cécile vient se plaindre à l'hôtel-de-ville et dit que ce trafic est organisé par Vivenel. Le préfet envoie l'architecte sur le chantier de la rue de Charonne où il découvre quelques garnis en provenance de l'hôtel-de-ville. Le procureur ouvre une enquête, Vivenel porte plainte contre les ouvriers qui sont arrêtés.
Comme ces derniers persistent dans leurs accusations, que des témoins confirment leurs dires et qu'une nouvelle visite du chantier de la rue de Charonne fait découvrir d'autres matériaux dissimulés provenant de la Ville, Vivenel est considéré comme complice. Il est arrêté le 1er juin 1846 et conduit à la Prison Sainte-Pélagie.
L'affaire viendra devant la cour le 30 décembre suivant. L'accusation persiste dans ses affirmations. Vivenel explique qu'il possède de grandes quantités de matériaux de démolitions et qu'il n'a donc aucune raison d'en voler. L'avocat de Vivenel fait remarquer que la position de Vivenel, son caractère libéral et généreux, ne s'accordent en rien avec les détournements misérables qu'on lui impute.

Le 31 décembre au soir, tous les prévenus sont acquittés.
Toutefois, Vivenel est discrédité vis-à-vis de tous ceux qui soutenaient son activité. Poursuivi pour dettes, il est maintenu en détention à la prison pour dettes de la rue de Clichy pour quelques mois encore.

### Les derniers chantiers

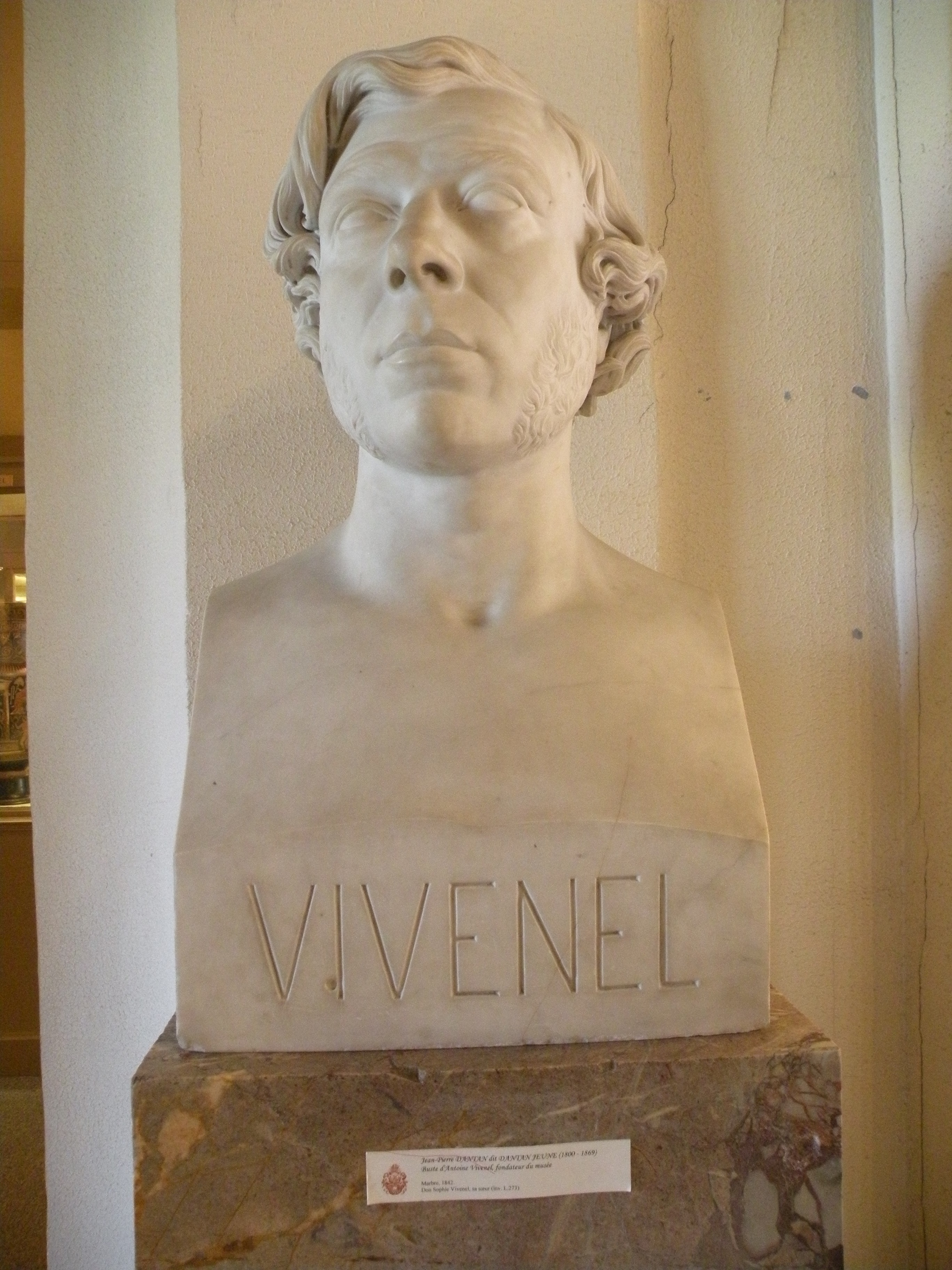
Buste représentant Antoine Vivenel.

Plusieurs chantiers sous la direction de Vivenel se poursuivent encore pendant sa détention et après sa libération définitive.
La plupart de ces travaux, dont le gros œuvre est achevé depuis longtemps attendent seulement des finitions : Vivenel présentera des mémoires pour l'hôtel-de-ville jusqu'en 1847, la fontaine Saint-Sulpice et le tombeau de l'empereur attendent encore leur décor sculpté.
En février 1848, la révolution va paralyser la vie économique et en particulier le bâtiment. Beaucoup de chantiers restent inachevés et les ouvriers sont en chômage. Cette conjoncture difficile empêche Vivenel de se remettre au travail.
En même temps il doit se défendre contre ses multiples créanciers : un procès-verbal de collocation est fait pour permettre à ceux-ci de mettre la main sur les dépôts de Vivenel à la Caisse municipale. Vivenel tente de saisir les clients qui lui doivent encore des sommes importantes. Vivenel a quitté sa maison de la rue Blanche, vendue à la banque de Waru depuis longtemps; les immeubles de la rue d'Enghien et de la rue des Anglais ont été adjugés ou vendus rapidement pour rembourser les hypothèques.

Las de toutes ces procédures, l'entrepreneur va se replier sur ses collections. Il continue d'envoyer des caisses d'œuvres d'art à son musée de Compiègne; en quittant sa maison, il fait déposer les décors qu'il envoie également à Compiègne. Il poursuit le classement et l'inventaire de toutes ses découvertes : il rédige un catalogue du musée de Compiègne (1861), il donne beaucoup de livres à la bibliothèque de cette ville. Mais en même temps il tente de réunir des dessins et estampes, en particulier de Jacques Androuet du Cerceau, dont il voudrait éditer l'œuvre complète, mais il ne parviendra qu'à faire les premières feuilles.
Vivenel va finir sa vie dans un dénuement évident. Il est recueilli par un ami, l'architecte Victor Viel, qui construit à ce moment le Palais de l'Industrie.
Atteint de la maladie de la pierre, il va vivre sa dernière année chez sa cousine Octavie qu'il aimait depuis longtemps, au 14 quai de la Grève. Là dans une chambre du sixième étage, il garde les restes de sa bibliothèque, de ses dessins et estampes. À force de souffrir, il se décide à l'opération, mais avant, il rédige son testament, léguant tout ce qui reste à Octavie et chargeant Victor Viel d'en être l'exécuteur.

Il est opéré par le docteur Michon avec succès, mais il ne survivra pas à l'infection et à la gangrène et il meurt le 19 février 1862. Octavie Cailleaux ne lui survivra que cinq jours.
Victor Viel accompagne le corps de son ami à Compiègne. Les obsèques sont prises en charge par cette ville et l'inhumation est faite dans le monument que Vivenel avait fait construire lors du décès de son père en 1839.

Une vente sera organisée au mois de juillet suivant pour disperser les quelques biens qui lui restaient de ses collections, biens qu'il aurait tant voulu transmettre aussi à son musée.

Le Conseil municipal de Compiègne, dès 1863, donnera le nom de Vivenel à la rue où il est né et son nom sera aussi celui du musée qu'il a fondé et si généreusement doté.

## Travaux à Paris
- 3 rue de Vatry (1831) (aujourd'hui 16 rue Notre-Dame-de-Lorette)
- Église anglicane, 5 rue d'Aguesseau (1833) (détruite)
- 42 rue Neuve-Vivienne (1834) (aujourd'hui 42 rue Vivienne)
- Hôtel de ville de Paris, place de Grève (1837) (incendié en 1871)
- 3 place Sainte-Opportune (1838) (ancien 20 rue de l'Aiguillerie)
- 20 rue de Rivoli (1838) (détruit) (aujourd'hui 196 rue de Rivoli)
- Fontaine Molière, 37 rue de Richelieu (1839)
- 21 rue Galande, 2 et 4 rue des Anglais (1839)
- 61 rue Blanche, dite "Casa Vivenel" (1839) (détruite) (aujourd'hui 83 rue Blanche)
- Hôtel de Pontalba, 41 rue du Faubourg-Saint-Honoré (1840) (partiellement détruit)
- Hôtel Collot, 23 quai d'Orsay (1841) (aujourd'hui 25 quai Anatole-France)
- Fontaine Saint-Sulpice, place Saint-Sulpice (1843)
- crypte de la cathédrale Saint-Louis-des-Invalides (1843)
- 70 rue Rambuteau (1843) (détruit) (boulevard de Sébastopol)
- 60 rue de Provence (1843) (aujourd'hui 66 rue de Provence)
- 37 rue d'Enghien (1843)
- Écoles de la rue de la Roquette (1843) (détruites) (ou rue de Charonne)
- 20 quai de la Mégisserie (1846) (détruit) (aujourd'hui théâtre du Châtelet)

## Sources
- Alphonse Alkan, dit Alkan aîné, Catalogue des livres, en petit nombre, composant la Bibliothèque de M. Vivenel, Architecte, Entrepreneur général de l’Hôtel de Ville de Paris. Imprimerie de Maulde et Renou, Librairie de Techener, Paris, 1844, grand in-8° VII−434 pages (BNF 30010699) (BNF 31595675)
- Eugène Pelletan et A. Jarry de Nancy,  Compiègne et Ant. Vivenel son bienfaiteur. Souvenirs. Musée Vivenel., Compiègne, 1850,  in-8° 16 pages (BNF 31075452) (BNF 36389842) (BNF 30647403)
- Antoine Vivenel, Description des antiquités et objets d’art du Musée de Compiègne, Hôtel de ville, Compiègne, 1861, prospectus, in-8° I−22 pages (BNF 31595674)
- Arthur de Marsy, Catalogue du musée Vivenel – Compiègne, avec une notice biographique par Louis-Alphonse Leveaux (1810-1893), conservateur du Musée, Imprimerie de Ferdinand Valliez, Compiègne, 1870, in-8° XXIV−313 pages (BNF 30891731)